# تشاه كل (سياهو)
تشاه کل (بالفارسية: چاه کل) هي قرية تقع في إيران في قسم سیاهو الريفي. يقدر عدد سكانها بـ 148 نسمة بحسب إحصاء 2016.